# Роме-де-Лиль, Жан Батист Луи
Жан Батист Луи Роме-де-Лиль (фр. Jean-Baptiste Romé de L'Isle, 1736—1790) — французский минералог и метролог.
Выпускник Колледжа Сент-Барб. 
Один из основателей кристаллографии. Как самостоятельная дисциплина кристаллография была изложена им в 1772 году в сочинении «Опыт кристаллографии». Позднее Роме-де-Лиль, переработав и расширив это сочинение, опубликовал его в 1783 году под названием «Кристаллография, или описание форм, присущих всем телам минерального царства».
В 1775 году он был избран членом Шведской королевской академии наук.

## Труды
- «Lettre à Bertrand sur les polypes d’eau douce» (Париж, 1766)
- «Essai de cristallographie» (1772)
- «Description méthodique d’une collection de mineraux» (1773)
- «Action du feu céntral bannie de la surface de la terre et le soleil rétabli dans ses droits» (1779)
- «Cristallographie» (4 ч., с рис. и табл., 1783)
- «Des caractères extérieures des minéraux» (1785)
- «Métrologie, ou Tables pour servir à l’intelligence des poids et mesures des anciens» (1789)
- и некоторые др.